# Волкан Олано, Педро Игнасио
Педро Игнасио Волкан Олано (исп. Pedro Ignacio Wolcan Olano; род. 1953) — епископ Такуарембо (с 19 июня 2018 года).

## Биография
Педро Волькан родился в Нуэва-Гельвеции в 1953 году, учился в высшей семинарии Монтевидео и был рукоположён в священники 21 сентября 1986 года, инкардинировав себя в епархии Мерседес.
С 1986 по 1991 год служил священником собора. В 2005 году он стал приходским священником Сантисима Тринидад и, в 2006 году, приходским священником Нуэстра сеньора дель Кармен.
С 2015 года — генеральный викарий епархии. 19 июня 2018 года он был назначен епископом Такуарембо.